# Caragana aurantiaca
Caragana aurantiaca är en ärtväxtart som beskrevs av Emil Bernhard Koehne. Caragana aurantiaca ingår i släktet karaganer, och familjen ärtväxter. Inga underarter finns listade i Catalogue of Life.